# JimJam
JimJam (JimJam Television Limited) — международный детский телеканал для дошкольников.
Аудитория канала насчитывает около 17 миллионов телезрителей. Канал JimJam транслируется через кабельное и спутниковое вещание в более чем 60 странах Европы, Ближнего Востока, Азии и Африки на 13 языках.
На европейском рынке детских телеканалов считается одним из важнейших, наряду с Disney Channel, Nickelodeon и Cartoon Network.

## История
Канал был запущен в 2006 году в Италии компанией SKY Italia, аудиторию канала составляли дети до 10 лет.
В сентябре 2007 JimJam стал совместным предприятием производителя и дистрибьютора тематических каналов, британской компании Chellomedia (вошёл в её международный дивизион — компанию Chellomedia Zone) и производителя детских программ, американо-британской компании HIT Entertainment.
При заключении сделки JimJam был заявлен как международный канал для дошкольников, планировалось начать кабельное и спутниковое вещание в Европе, и затем распространять вещание на другие регионы (за исключением США и Великобритании).
К ноябрю 2007 года канал вел вещание в нескольких странах центральной и восточной Европы, в 2008 год канал был доступен в Италии, Польше, Венгрии, Румынии, Чехии, Словакии, Португалии, Нидерландах, Швейцарии, России, Беларуси.
К 2010 году канал стал доступен в более чем 50 странах Европы, Ближнего Востока, Азии и Африки.
В 2010 году компания HIT Entertainment вышла из владения каналом, продолжая поставлять для него контент, Chellomedia Zone стала единственным владельцем канала.
К 2013 году аудитория канала насчитывала около 17 миллионов телезрителей в более чем 60 странах Европы, Ближнего Востока, Азии и Африки.
Канал передается на 13 разных языках, в том числе в 4 локализованных версиях (например — Polsat JimJam в Польше).
В 2014 году канал, вместе с компанией Chellomedia, был приобретен американской компанией AMC Networks, при этом Chellomedia Zone была выделена в подразделение AMC Networks International – Zone (EMEA).
С 10 марта 2022 года телеканал прекратил вещание на территории РФ в связи с вторжением России на Украину

## Программы
- Ангелина Балерина
- Big Comfy Couch
- Боб-строитель
- Барни и друзья
- Волшебный пластилин
- Великая идея
- Care Bears
- Дорогу Нодди
- Городские герои
- Дейзи и Олли
- Динозавр Дороти
- Дракон
- Пожарный Сэм
- Любопытный Джордж
- Приключения Пигли Уинкса
- Катя и Мим-Мим
- Дот.
- Кот Джеймс
- Киппер
- Клиффорд Большая Красная Собака (2020)
- Mio and Mao
- Муми-обнимашка
- Муравей Энтони
- Нуки и друзья
- Обезьянка видит, обезьянка делает
- Освальд
- Почтальон Пэт: Служба срочной доставки
- Пингу
- Рики Зум
- Рори - гоночная тачка
- Rubbadubbers
- Slim Pig
- Любопытный Джордж
- Томас и друзья
- Фифи и цветочные малыши
- Чем больше, тем лучше
- Wobbly Land
- Toddworld
- Danny & Daddy
- Ляпик едет в Окидо
- Макс и Руби
- Радужный мир Руби

### Официальные ссылки
- Официальный сайт
- Официальный российский сайт
- Канал на сайте НТВ-Плюс